# Marina Razbejkina
Marina Aleksandrovna Razbejkina (en russe : Марина Александровна Разбежкина), née le 17 juillet 1948  à Kazan (URSS), est une réalisatrice et scénariste russe de films documentaires, également pédagogue.

## Biographie
Marina Razbejkina naît à Kazan dans une famille d'intellectuels. En 1971, elle sort diplômée de la faculté de philologie de l'Université d'État de Kazan.
Depuis 1986, elle réalise des films documentaires aux studios de Kazan et, à partir de 1989, elle scénarise également ses propres films. Entre 1992 et 1998, elle enseigne à l'Université de Kazan. Elle a fondé l'École de cinéma documentaire et théâtre documentaire Marina Razbejkina et Mikhaïl Ougarov.
Elle est connue pour avoir produit le film de 2012 Hiver, va-t-en ! (en russe : Zima, oukhodi!) sur les élections présidentielles russes de 2012.

## Filmographie

### Comme réalisatrice
- 2007 : Le Ravin (Яр)

### Comme productrice
- 2004 : Le Temps de la moisson (ru) (Время жатвы), pour lequel elle reçoit le prix du Meilleur premier film au Festival du cinéma russe à Honfleur
- 2012 : Hiver, va-t-en !